# Parafia św. Marii Magdaleny w Rozogach
Parafia Świętej Marii Magdaleny w Rozogach – rzymskokatolicka parafia w Rozogach, należąca do archidiecezji warmińskiej i dekanatu Rozogi.
Została utworzona w 29 czerwca 1982.